# Hibbing Maroons
Die Hibbing Maroons waren eine US-amerikanische Eishockeymannschaft aus Hibbing, Minnesota. Die Mannschaft spielte von 1931 bis 1934 in der Central Hockey League.  

## Geschichte
Das Franchise war 1931 eines der fünf Gründungsmitglieder der Central Hockey League. In der Liga gehörten die Hibbing Maroons nur zum Mittelmaß und belegte jeweils den dritten bzw. vierten Platz in der regulären Saison. Zur Saison 1933/34 wurde die Mannschaft in Hibbing Miners umbenannt und nach der Spielzeit aufgelöst.